# Chi Cá he đỏ
Chi Cá he đỏ (danh pháp khoa học: Barbonymus) là một chi cá vây tia thuộc họ Cá chép (Cyprinidae), chứa 5 loài. Chi này chỉ được thiết lập năm 1999, với cá he đỏ (B. schwanenfeldii) là loài điển hình; vì thế, trong bài này sẽ lấy tên gọi cá he đỏ làm chính. Chi mới này được thiết lập để ghi nhận một thực tế là một vài loài cá lớn sinh sống tại châu Á trước đây gộp khá bừa bãi trong các chi Barbus, Barbodes và Puntius, tạo thành một nhánh tiến hóa riêng biệt.

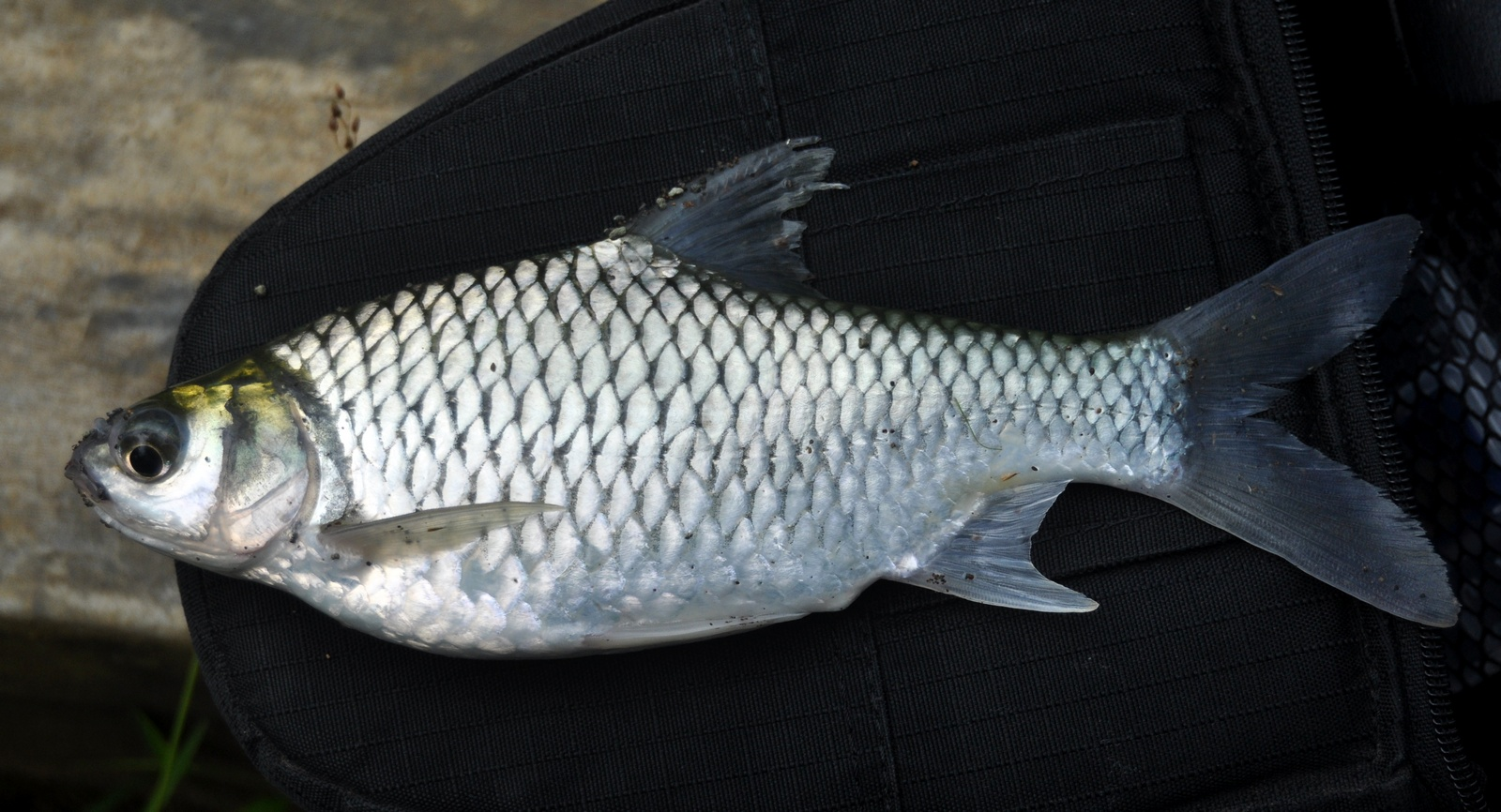
Cá mè vinh (Barbonymus gonionotus) có thể không thuộc về chi này.

Trên thực tế chúng có quan hệ họ hàng rất gần với cá chép (Cyprinus carpio). Mặc dù hiện tại chỉ có 5 loài được liệt kê là thuộc về chi này, nhưng điều không chắc chắn là chúng có tạo thành một nhóm đơn ngành hay không; do cá mè vinh (Barbonymus gonionotus) dường như có quan hệ họ hàng gần với các loài trong chi Cyclocheilichthys hơn.Sự lai ghép trong họ Cyprinidae là khá phổ biến và vì thế nó làm hỏng các nghiên cứu phát sinh loài ở mức độ phân tử cũng như các nghiên cứu mô tả theo nhánh khác khi chúng chỉ dựa trên một nguồn dữ liệu duy nhất. Nhìn chung thì giới hạn của các dạng cá giống như cá chép cùng các chi liên minh vẫn chưa được giải quyết triệt để

## Tên gọi
Tên Việt của 3 loài cá có ở Việt Nam đều có liên hệ với tiếng Khmer: cá he cũng được gọi tương tự ở Campuchia (cahe), cá trà vinh tuy không giống trường hợp cá he nhưng gốc chữ "trà vinh" được vay mượn của tiếng nước này: trà vinh có nghĩa là "hồ" (đồng nghĩa với tên tỉnh Trà Vinh). Việc định danh lại loài cá này thành cá mè vinh không biết đã dựa vào một căn bản khoa học nào.

## Nhận dạng
Cá trà vinh (mè vinh) là cá nước ngọt, có thân dẹp và ngắn, vảy màu trắng xám, có 1 vây (kỳ) lưng, 2 vây (kỳ) mang và 3 vây (kỳ) bụng, đuôi hình chữ V. Vây lưng và đuôi có màu xám đậm. Cá này có thể đạt trọng lượng 1,2-1,5 kg.

## Nơi sống
Cá trà vinh hay cá mè vinh, cũng như hai loài cá he, sống trong mực cạn độ 0,5 đến 1 m tính từ mặt nước, nước đứng (hồ) cho tới nơi nước chảy mạnh (sông). Một đặc điểm nữa là cá trà vinh rất chọn lọc thức ăn: chúng chỉ ăn rong, lá cỏ và rễ cỏ. Hai đặc điểm này không dính dáng gì với các loài cá mè phương nam hay cá mè phương bắc, cho nên có lẽ vì thế mà cá được đặt tên là cá trà vinh, tức là cá sống gần mặt nước, trong hồ.

## Các loài
Hiện có 10 loài được công nhận trong hci này:
- Barbonymus altus (Günther, 1868) (Cá he vàng)
- Barbonymus balleroides (Valenciennes, 1842)
- Barbonymus belinka (Bleeker, 1860)
- Barbonymus collingwoodii (Günther, 1868)
- Barbonymus gonionotus (Bleeker, 1850) (cá mè vinh)
- Barbonymus mahakkamensis (C. G. E. Ahl, 1922)
- Barbonymus platysoma (Bleeker, 1855)
- Barbonymus schwanenfeldii (Bleeker, 1853) (cá he đỏ)
- Barbonymus strigatus (Boulenger, 1894)
- Barbonymus sunieri (M. C. W. Weber & de Beaufort, 1916)

## Hình ảnh

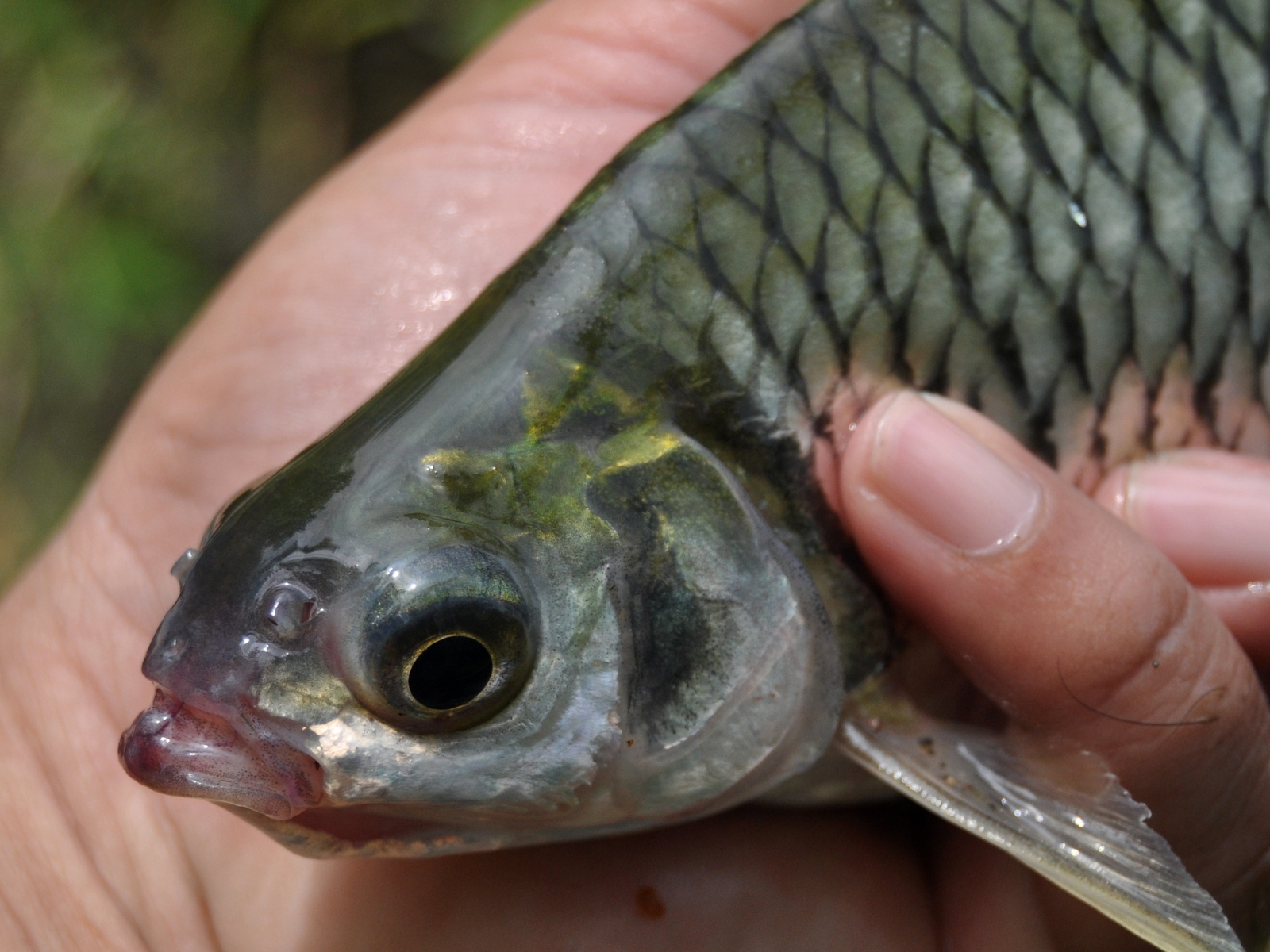
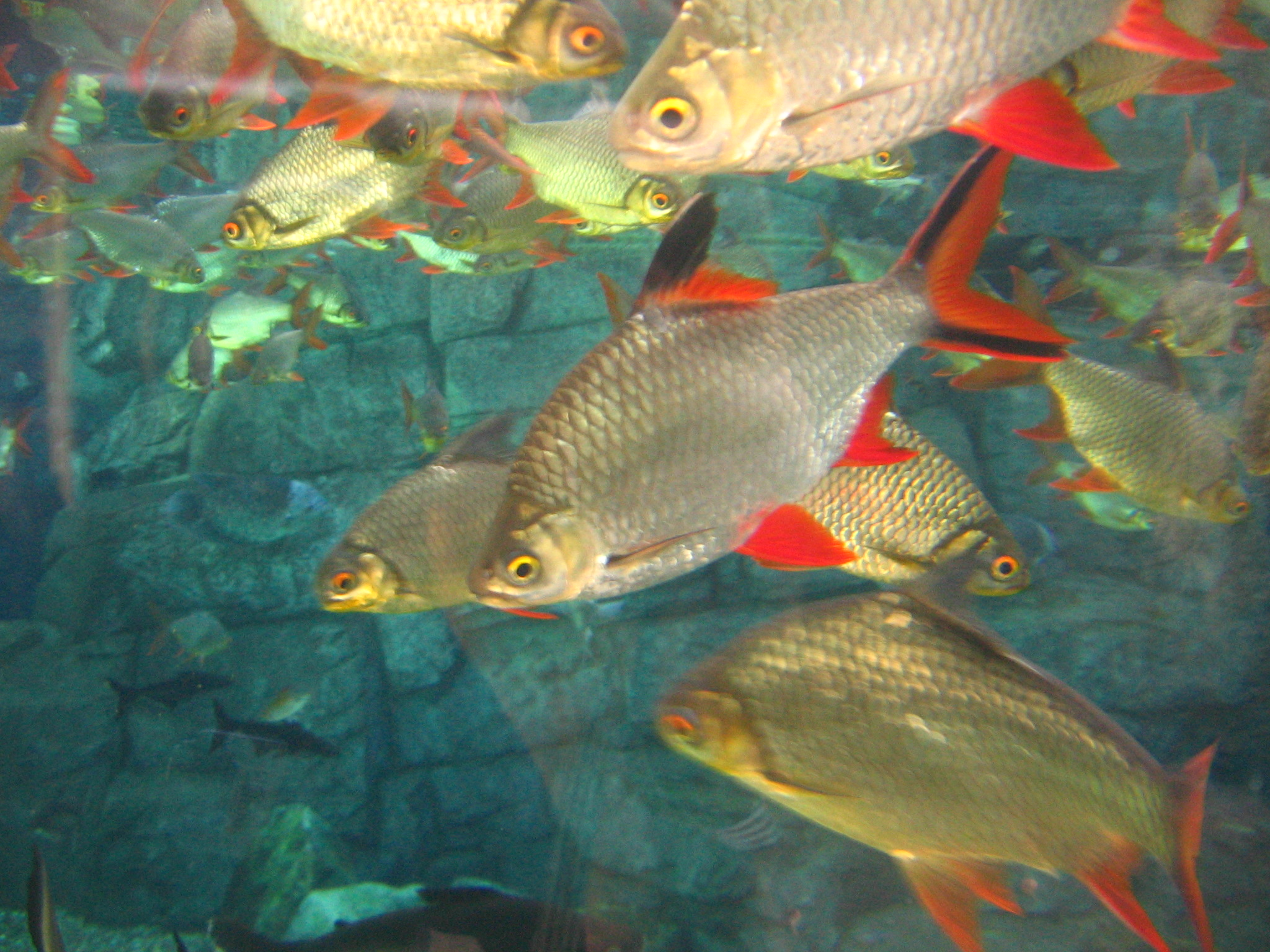